# سنط أشم
سنط أشم، والمعروفة بالعامية باسم سنط ملي الذهبي، أو سنط فلندرز أو سنط ذهبي قاسي ، هو نوع من السنط موطنه أستراليا.